# トラヤヌスの記念柱
トラヤヌスの記念柱（トラヤヌスのきねんちゅう、ラテン語: Columna Traiana、イタリア語: Colonna Traiana）は、イタリアのローマにあるモニュメントの1つで、ローマ皇帝トラヤヌスのダキア戦争での勝利を記念したものである。この柱は、元老院の依頼により、建築家ダマスカスのアポロドーロスの指揮で建設されたと言われている。位置はフォルム・ロマヌムの北、クイリナーレの丘付近に建設されたトラヤヌスのフォルムに所在する。113年に完成した独立した円柱で、ローマとダキアの間の戦争（101年 - 102年、105年 - 106年）を叙事詩的に描いたフリーズ（レリーフ）が円柱の表面に螺旋状に描かれていることでよく知られている。そのデザインは後の様々な記念柱で模倣されることになった。

## 全体的な構造
柱の高さは約30メートルで、巨大な台座を加えると全高約38メートルにもなる。カッラーラ産の、1つ40トンの重量がある巨大なドラム形の大理石（直径3.7メートル）を20個積み重ねてできている。柱を螺旋状に23回まわっているフリーズは190メートルの長さがある。円柱の内部には185段の階段があり、頂上の展望台まで登ることができるようになっていた。柱頭ブロックは53.3トンもあり、地上から約34メートルの高さに置かれている。
古い硬貨には、この柱の、当初予定されていた計画図が描かれており、タカと思われる鳥の彫像が円柱の頂上に描かれている。しかし実際には、トラヤヌス帝の彫像が代わりに置かれた。この彫像は中世期に失われた。1587年12月4日、シクストゥス5世の命により聖ペトロの像をこの記念柱の頂上に置くようになり、現在もその像が載っている。

## フリーズ（帯状彫刻）

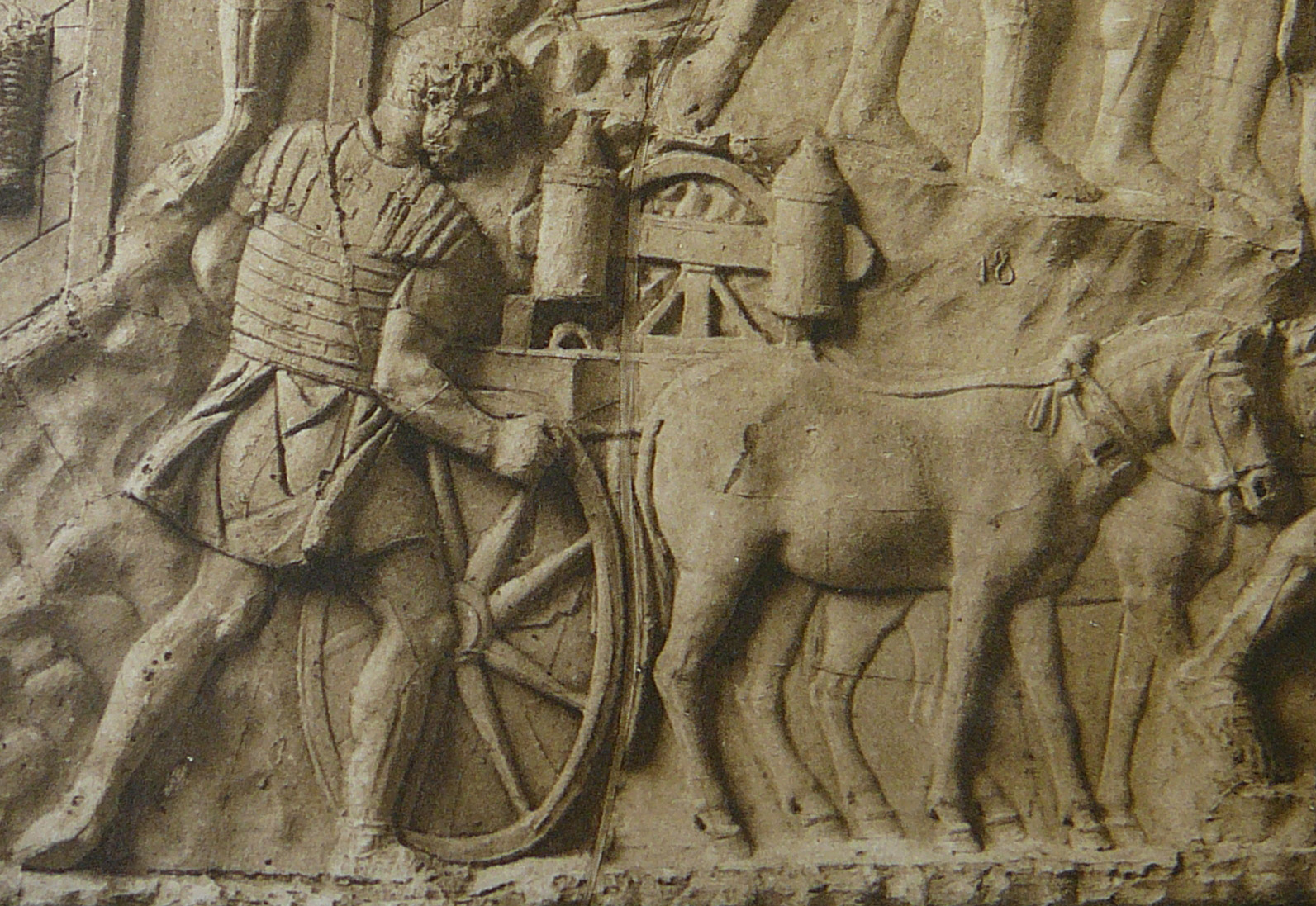
古代ローマのカロバリスタ。台車上にバリスタを設置したもの（レリーフの一部）

連続的なレリーフは下から上まで円柱の表面を回りながら続いている。このレリーフはトラヤヌス帝が勝利した2度のダキア遠征を描いたもので、下半分は1回目の遠征（101年 - 102年）、上半分は2回目の遠征（105年 - 106年）が描かれている。
2つの部分の間の区切りには勝利を人格化した女神ウィクトーリアを描き、その前後に戦利品を描いている。他の部分は斜めに徐々に上がっていく形で継続的に光景を描いている。彫刻家は遠近法にほとんど注意を払っておらず、図像は写実的ではない。同じ出来事を様々な視点から描いており、例えば城壁の裏側で同時に何が起きていたかといったことも描いている。
多くはローマ軍がダキア軍と交戦する光景であり、他にも要塞を建設する光景や、皇帝が軍団を前に演説する光景、勝利した皇帝などを描いている。船員、兵士、政治家、神官など総勢2,500人の人間が描かれており、要塞や船や武器なども描かれているため、歴史家にとっては当時の戦争についての貴重な知識を提供してくれる。例えばこのレリーフではバリスタまたはカタパルトと思われるものも詳細に描かれている。トラヤヌス帝は写実的に描写され、軍団に混じって全部で59回描かれている。

## 螺旋階段

台座部分の図。上の断面に内部の階段が見える。

トラヤヌスの記念柱の内部は中空になっている。台座の1つの面に小さな入口があり、185段の螺旋階段を登ると上の展望台に出ることができ、周囲を見渡すことができる。43箇所に明かり取り用のスリットがある。
地面から頂上の彫像の天辺までの高さは38.4メートルである。すぐ隣にはかなり背の高いバシリカ・ウルピアがあったため、展望台の眺めを確保し、フォルムの見た目の印象を強くするためには記念柱をそれより高くする必要があった。台座と、彫像と、彫像の台座を除いた柱本体の高さは29.76メートルであり、この数字はほぼ100ローマンフィートにあたる。螺旋階段は土台の床面から始まっており、その全高はこの数字より8センチメートルほど少ない。
記念柱は全部で29個の大理石でできており、総重量は1100トン以上もある。螺旋階段はそのうち19個のブロックをくり抜いてできており、14段で一周する。一般に螺旋階段は12段や16段で一周させると1段の幅が幾何学的にわかりやすいが、この記念柱の段数はその中では変則的といえる。造りは極めて精巧で、各段の高さはほぼ同じであり、大理石ブロックの継ぎ目も正確である。過去何度も地震が起きているが、柱の現在の傾きは0.5度未満である。
その螺旋階段の設計は、その後のローマ建築に多大な影響を与えた。螺旋階段はそれまでのローマ建築には珍しかったが、この記念柱をきっかけに空間を節約できる構造として帝国中に広まった。実用的な利点とは別に、このデザインは帝国の強さの象徴にもなり、後の皇帝アントニヌス・ピウスやマルクス・アウレリウス・アントニヌスも記念柱の設計に採用した。ナポレオン・ボナパルトはアウステルリッツの戦いでの勝利を記念し、パリのヴァンドーム広場に同じような螺旋状のレリーフを描いた記念柱を建設した。

## 碑文

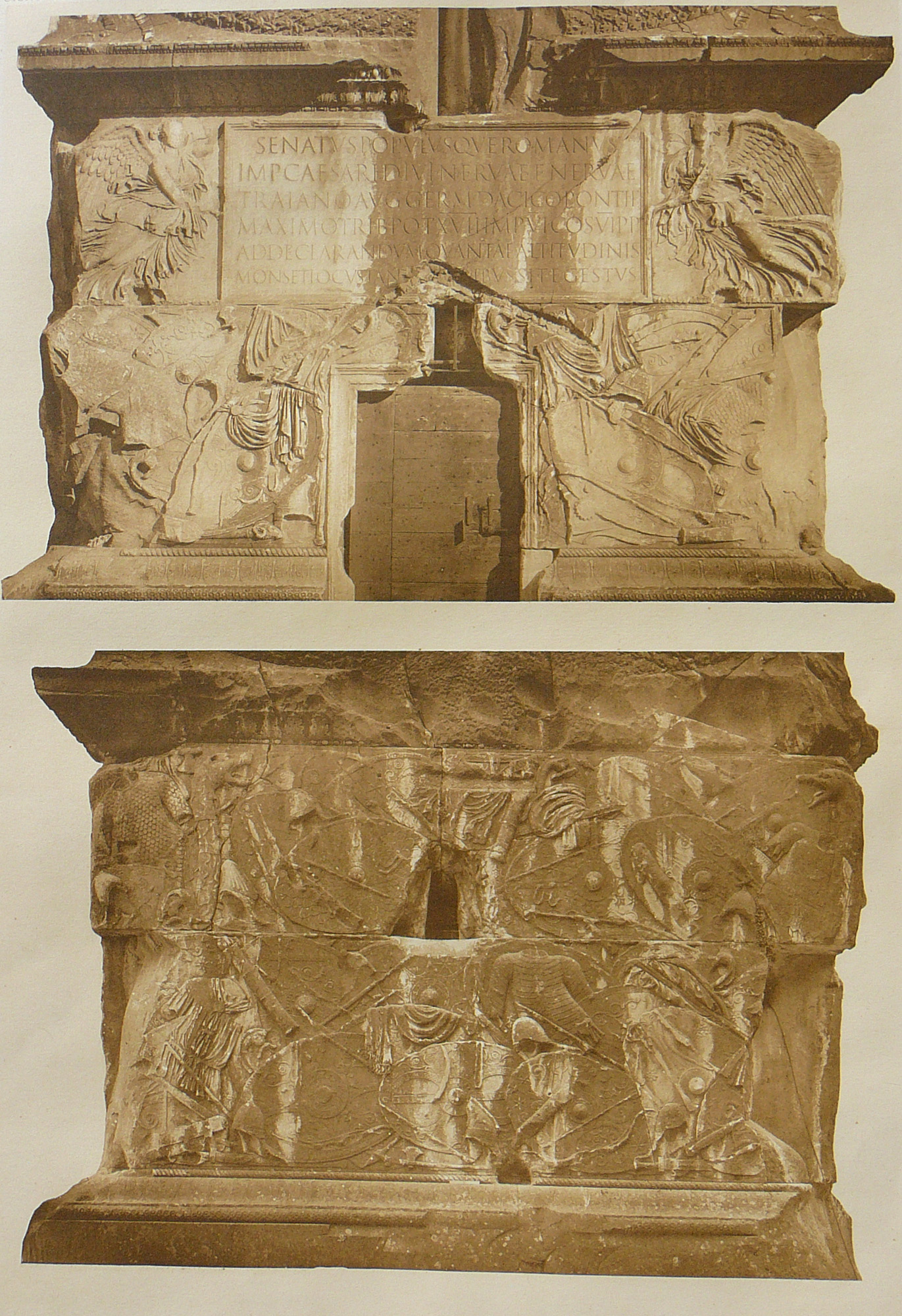
台座の内部への入口の上に銘板がある。

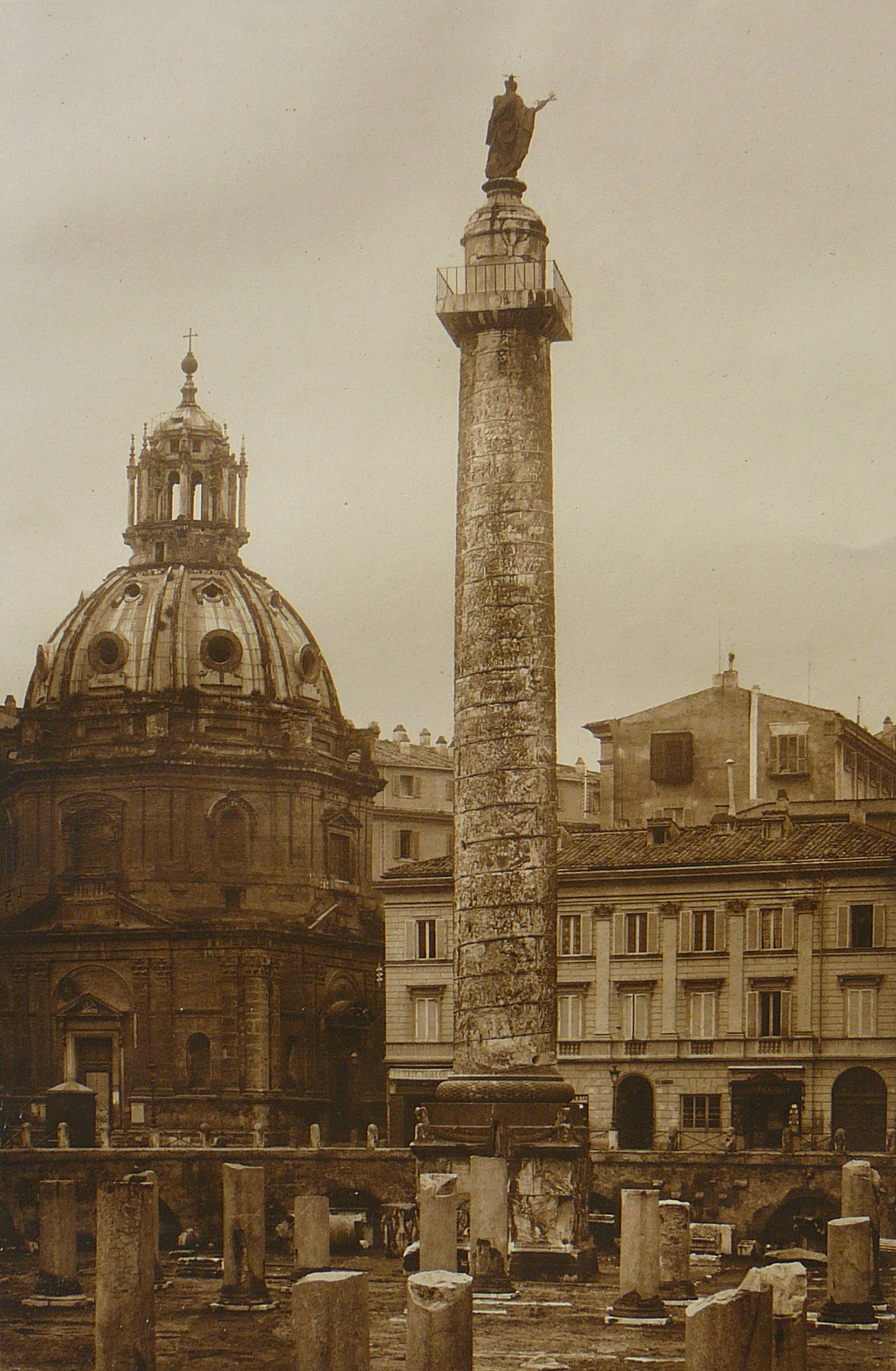
1896年ごろのトラヤヌスの記念柱の写真

円柱の台座にはしっかりした文字で次のような碑文が刻まれている。
SENATVS·POPVLVSQVE·ROMANVS

IMP·CAESARI·DIVI·NERVAE·F·NERVAE

TRAIANO·AVG·GERM·DACICO·PONTIF

MAXIMO·TRIB·POT·XVII·IMP·VI·COS·VI·P·P

AD·DECLARANDVM·QVANTAE·ALTITVDINIS

MONS·ET·LOCVS·TANT<IS·OPER>IBVS·SIT·EGESTVS
翻訳すると、次のようになる。
元老院とローマ市民は最高司令官、カエサル、神聖なるネルウァの子、ネルウァ・トラヤヌス・アウグストゥス・ゲルマニクス・ダキクス、最高神祇官、護民官職権17回、インペラトル歓呼6回、執政官6回、国家の父へ、どれほど高い丘と大きな場所がこの素晴らしい作品のために取り除かれたのかを知らしめるために（捧げる）。
かつてこの円柱は、カンピドリオの丘とクイリナーレの丘の鞍部だったところに立っていると考えられており、トラヤヌスがここを掘らせて平らにしたと考えられていた。しかし、発掘によってそうではなかったことが判明している。実際には鞍部はトラヤヌスのフォルムとトラヤヌスの市場を通っていた。したがって、この碑文の内容は、フォルム一帯の開発プロジェクトを指していると思われる。
これはローマ大文字体のおそらく最も有名な例で、碑文によく使われた字体であり、手書きではそれほど使われなかった。下から見上げる形で読むことになるため、下の行の文字ほど若干小さくなっており、見上げたときに文字の大きさが揃うようになっている。単語の区切りとしてほとんどの箇所に点が打ってあり、役職名などを中心として略記された単語が多い。この碑文では、数字部分の文字の上に titulus と呼ばれる線が引いてある。下の真ん中あたりが若干欠けている。
1989年、Carol Twombly はこの碑文の字体に基づいて Trajan という書体をデザインした。他にもこの碑文を元にした書体は多数あり、例えばフレデリック・ガウディもそのような書体をデザインしている。

## 建設

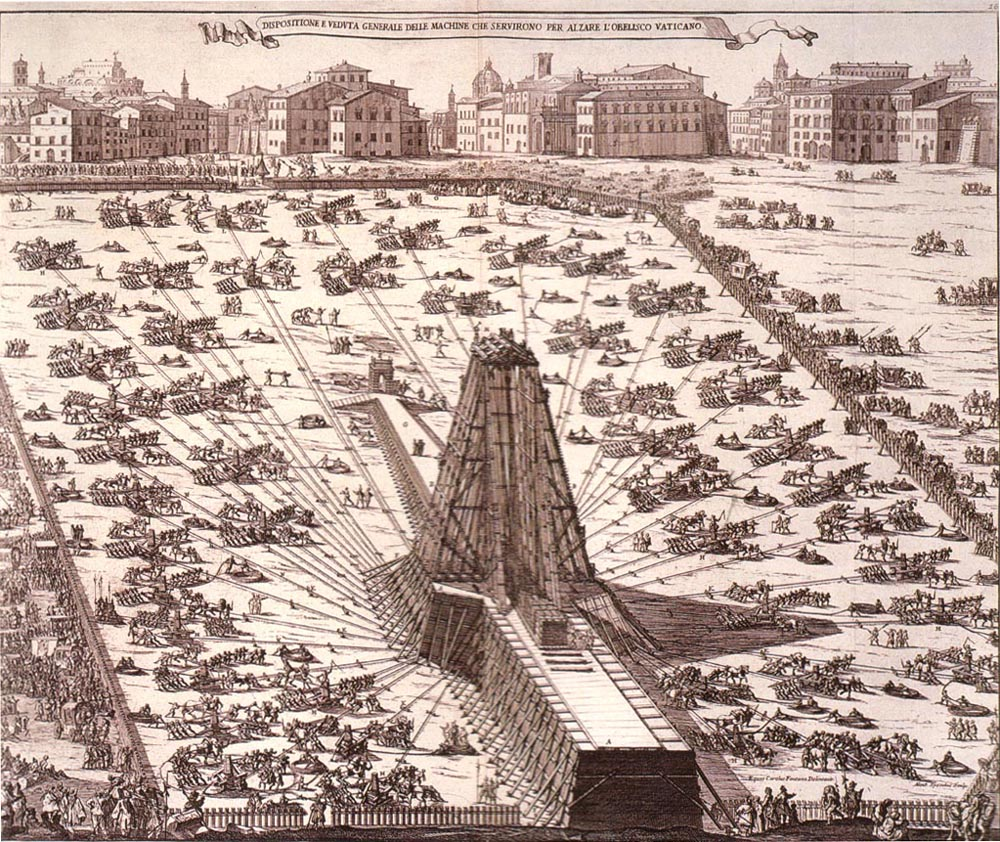
1586年、サン・ピエトロ広場のオベリスクを建設中の図。トラヤヌスの記念柱でも同様の技法を使ったと思われるが、周囲のスペースが狭いため、引き上げる人数はこれより少なかったと思われる。

この記念柱を構成するドラム形の大理石は、クレーンを使って積み上げられたと考えられている。古代の文献や多数の考古学的証拠から、古代ローマの技術者は大きな重量物を、地面から高く持ち上げる技術を持っていたと証明されている。ドラム形の大理石は約32トンだが、台座以外では最も重い柱頭は53.3トンもあり、しかも34メートルの高さまで持ち上げる必要があった。重量を減らすため、階段は採石所などで事前に掘られたと思われる。
そうだとしても、ローマの踏み輪式クレーンでは最大でも15メートルから18メートルまでしか持ち上げられず、明らかに不十分だった。そこで、その代わりに建設地点の周囲に木材で構造を組み、その中心に大理石のブロックを置いて、一連の滑車やロープやキャプスタンを使って持ち上げる方式を採用した。その動力源は主に多数の労働者だが、使役動物も使い、構造物の周辺に広がって作業した。現代の計算によると、55トンのブロックを持ち上げるのに8台のキャプスタンが必要で、一番高い位置まで持ち上げるのに2ブロックの滑車を使うとして210メートルほどのロープが必要だったという。
このような塔を建てて持ち上げる技法は、ルネサンス期に建築家ドメニコ・フォンターナがローマのオベリスクを移動させる際にも威力を発揮した。彼の報告によれば、引き上げる力が均等でないと大惨事を引き起こす可能性があり、熟練と集中とチームワークを要する作業だったことは明らかである。トラヤヌスの記念柱の場合、すぐ隣でバシリカ・ウルピアを同時に建設していたため、利用可能な空間が限られており、キャプスタンも一方向からしか使えなかった。

## 建設の意図

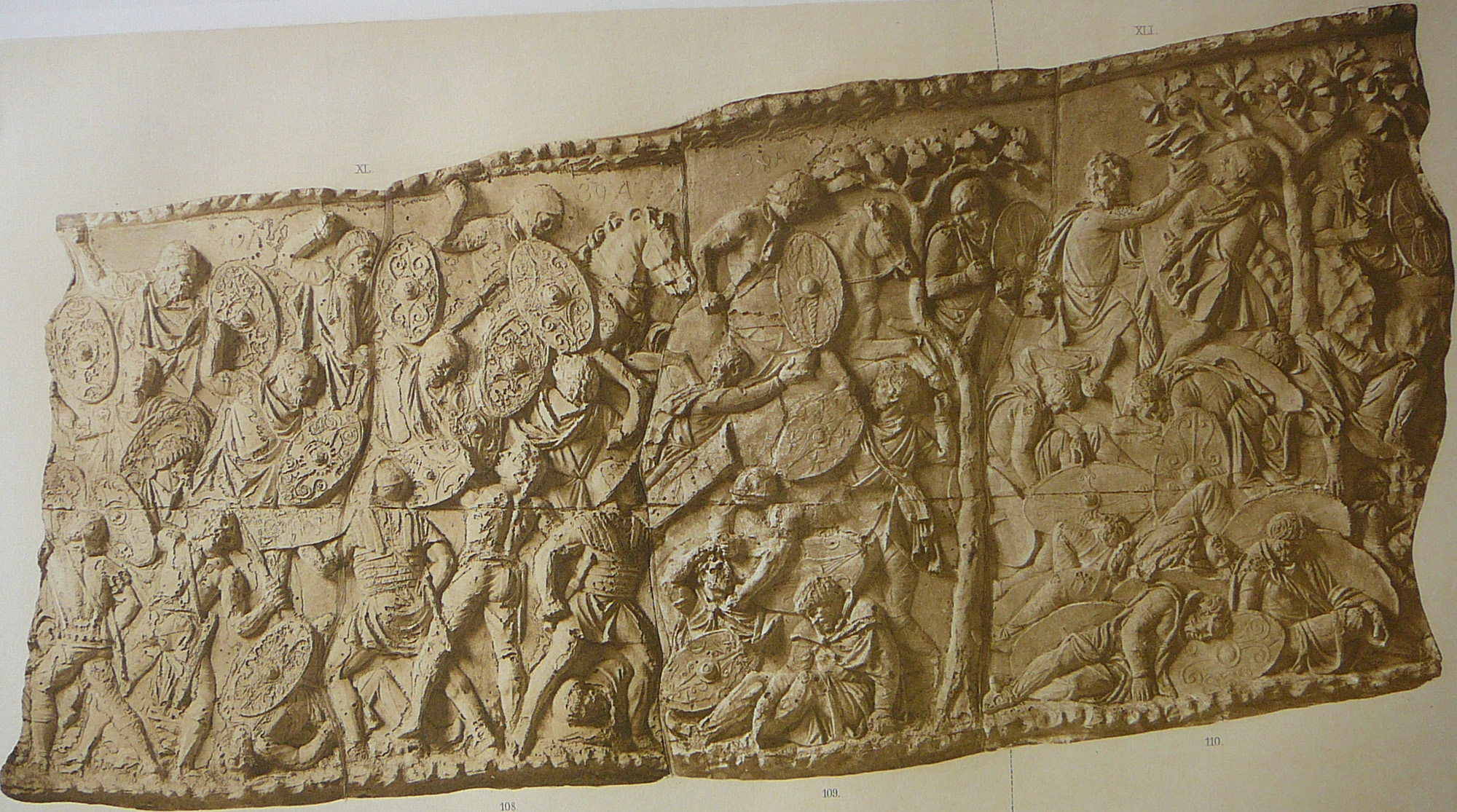
ローマ軍とダキア軍の激しい戦闘シーン

この記念柱は従来から皇帝の軍事的栄光を宣伝するための記念碑と捉えられてきた。しかし建設当時はトラヤヌスのフォルム内の2つの図書館に囲まれて遠くから見えず、フリーズが螺旋状になっているため全部を順に見るのが困難であり、宣伝手段としてはあまり効果がなかったと思われる。
一方 Paul Veyne が指摘したように、レリーフを下から「垂直」に見ると、紋切り型で非常にわかりやすい皇帝の姿が次々に目に入ってくる。これは、ヴァンドーム広場の記念柱でナポレオンの姿が次々に目に付くのと同じである。
117年にトラヤヌスが亡くなると、元老院はトラヤヌスの遺灰をこの記念柱のある広場に埋葬することを決め、その場所にダキアからの戦利品の武器や鎧で装飾を施した。トラヤヌスと妻の遺灰は金の壷に収められ、その場所に埋葬された（現在はそこにはない）。

## 型取りと複製

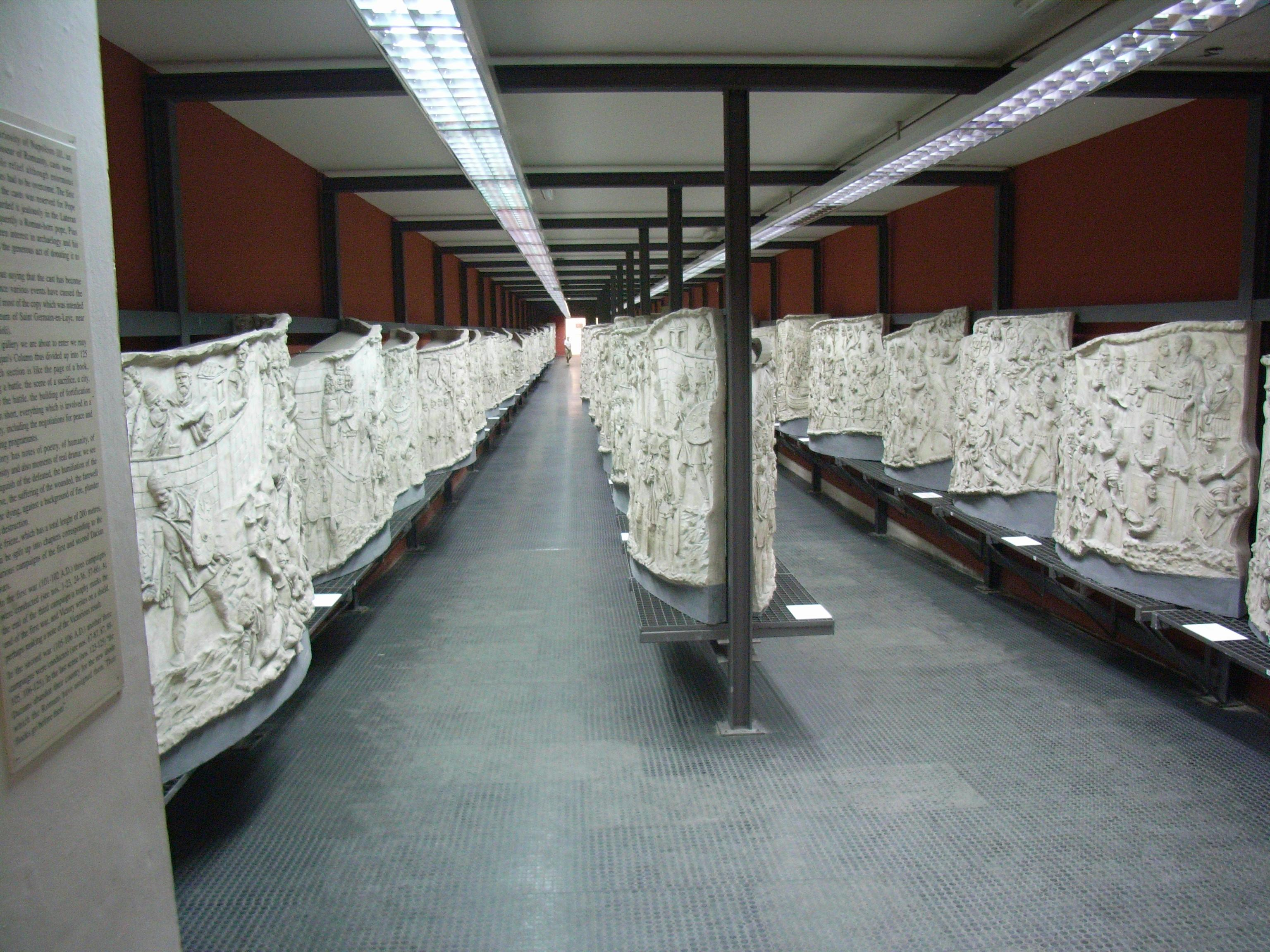
トラヤヌスの記念柱のレリーフを石膏模型で目の高さで見られるようにしたもの（ローマ文明博物館）

レリーフの石膏型は19世紀と20世紀にとられた。1世紀に渡る酸性物の汚染により、今では過去の石膏型の方が本物よりも詳細がわかりやすく、間近に見られるという利点がある。次のような場所で展示されている。
- ローマ文明博物館（ローマ） - 物語の区切りごとに切断したものを水平に順に並べて展示。
- ルーマニア国立歴史博物館（ブカレスト） - フリーズを水平に部分ごとに展示。
- ヴィクトリア&アルバート博物館の Cast Courts（ロンドン） - トラヤヌスの記念柱のレプリカを半分で切った形で室内に展示。

他にもフリーズの部分的複製の展示は様々な博物館で行われている。ドイツの考古学者 Conrad Cichorius は型取りしたものを写真撮影して1896年と1900年に発表しており、現代でも研究資料として使われている。Cichoriusの成果とドイツ考古学研究所の写真アーカイブに基づき、研究用のウェブベースのビューアーがドイツのイメージデータベース Arachne で造られた。

## 影響を受けた建築物

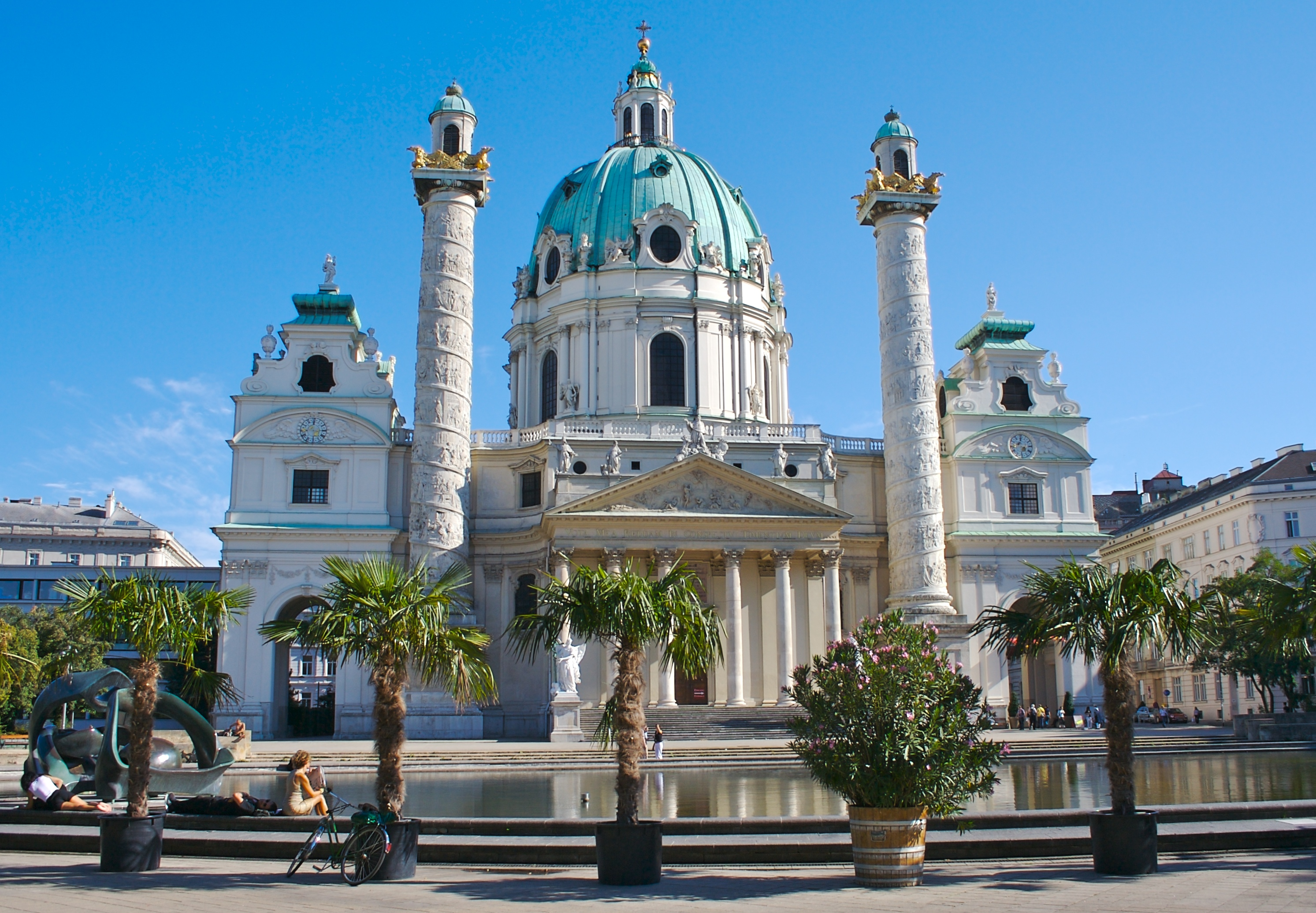
ウィーンのカールス教会の正面。トラヤヌスの記念柱に似た2つの円柱がある。

### ローマ
- アントニヌス・ピウスの記念柱
- マルクス・アウレリウスの記念柱

### コンスタンティノープル
- アルカディウスの記念柱
- テオドシウスの記念柱（テオドシウス1世）

### 近代
- アストリア・コラム (en) - オレゴン州アストリア
- ヴァンドームの柱 - パリのヴァンドーム広場
- Congress Column - ブリュッセル
- カールス教会 - ウィーン
- 聖三位一体柱と聖母マリア記念柱 - キリスト教の宗教的記念柱。各地にある。